# Prăpastia Macocha

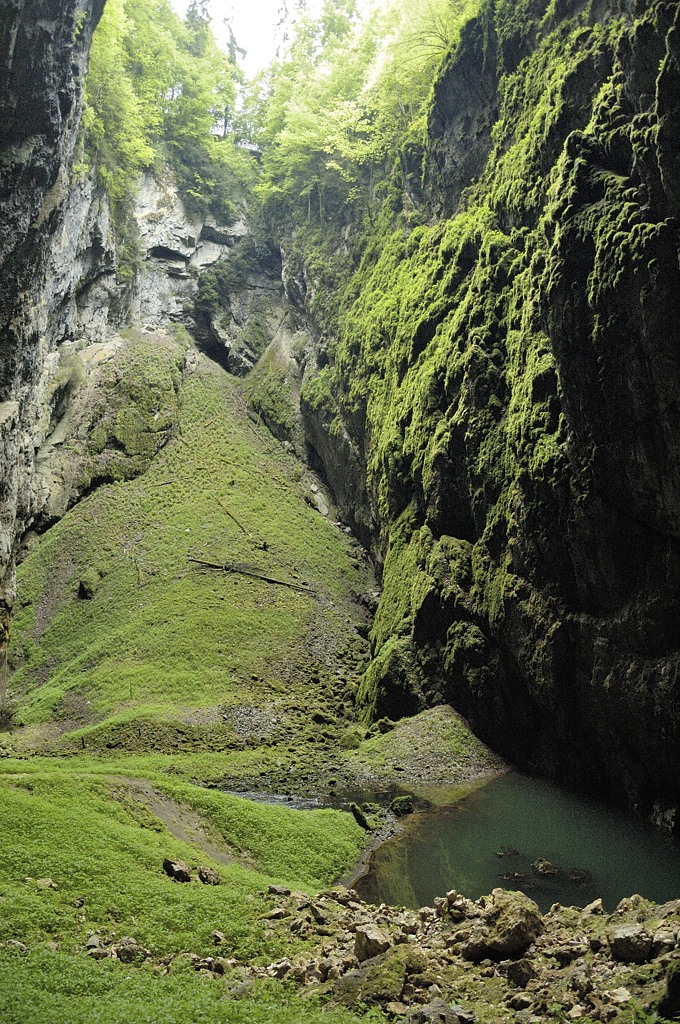
Macocha

Prăpastia Macocha (în cehă: Propast Macocha, literal Prăpastia Mamei Vitrege), cunoscută și sub numele de Cheile Macocha, este o dolină de prăbușire în sistemul de peșteri carstice al Moraviei din Republica Cehă, situată la nord de orașul Brno, în apropierea orașului Blansko. Ea este o parte a Peșterii Punkva, iar râul subteran Punkva curge prin interiorul ei. Dolina are aproximativ 138,7 metri adâncime și este cea mai adâncă gaură montană de suprafață din Europa Centrală. 
Este o atracție turistică populară pentru turiștii ocazionali în regiune, ca și pentru speologi și scafandri profesioniști.

## Descriere

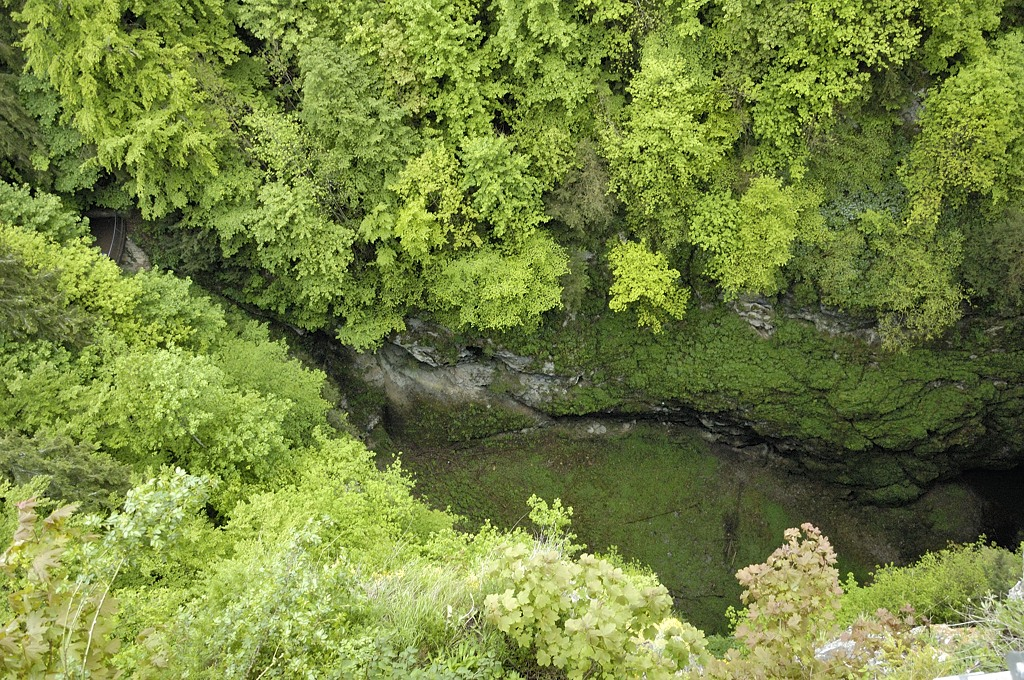
Vedere de sus

În partea de început a canionului Pustý Žleb (Jgheabul Pustiu), sub orașul Sloup, apele pârâului Sloupský, unul dintre afluenții râului subteran Punkva, a ajutat la formarea unui sistem extins de pasaje, domuri și prăpăstii subterane, ce măsoară aproximativ 6500 de metri și este cunoscut sub numele Sloupsko-šošůvské jeskyně (Peșterile Sloup-Šošůvka). Circuitul turistic cu lungimea de 3.000 de metri este cel mai lung traseu subteran deschis publicului în Republica Cehă.
În timp ce partea dinspre Sloup are cupole mari și abisuri adânci, secțiunea dinspre Šošůvka, ceva mai mică, se remarcă prin prezența unor formațiuni din gheață colorate și uimitor de fragile. Una dintre stalagmite, numită "Svícen" (Lumânarea), are un guler ca de dantelă, efect creat prin sinterizare. O parte a circuitului include peștera-tunel cunoscută sub numele de „Kůlna”, care a făcut obiectul mai multor cercetări arheologice.